# 聖佩德羅德卡哈斯區
聖佩德羅德卡哈斯區（西班牙語：Distrito de San Pedro de Cajas），是秘魯的一個區，位於該國中部胡寧大區的塔爾馬省，始建於1932年11月2日，面積537.31平方公里，海拔高度4,014米，2005年人口6,972，人口密度每平方公里13人。